# São Gonçalo do Rio Abaixo
São Gonçalo do Rio Abaixo è un comune del Brasile nello Stato del Minas Gerais, parte della mesoregione Metropolitana di Belo Horizonte e della microregione di Itabira.